# 前638年
| 千纪： | 前1千纪 |
| 世纪： | 前8世纪 \| 前7世纪 \| 前6世纪 |
| 年代： | 前660年代 \| 前650年代 \| 前640年代 \| 前630年代 \| 前620年代 \| 前610年代 \| 前600年代                                                                                                   |
| 年份： | 前643年 \| 前642年 \| 前641年 \| 前640年 \| 前639年 \| 前638年 \| 前637年 \| 前636年 \| 前635年 \| 前634年 \| 前633年                                                                     |
| 纪年： | 周襄王十四年 魯僖公二十二年 齊孝公五年 晉惠公十三年 秦穆公二十二年 宋襄公十三年 楚成王三十四年 衛文公二十二年 陳穆公十年 蔡庄侯八年 曹共公十五年 郑文公三十五年 燕襄公二十年 杞成公十七年 |

## 大事记
- 泓水之戰－宋襄公與楚軍戰於泓，宋師大敗。
- 宋襄公敗給楚國軍隊後不久，重耳抵達宋國。
- 晉惠公病重，在秦國為人質的太子圉逃回晉國。

## 出生
- 古雅典的政治家，立法者，诗人梭伦可能在此年出生。